# カークデール洞窟
カークデール洞窟（カークデールどうくつ、Kirkdale Cave）はイギリス、ノース・ヨークシャーピッカリングの谷にある Kirkbymoorside 近くで1821年に発見された洞窟である。ゾウやカバ、サイ、ハイエナ、野牛、大鹿や小型の哺乳類や鳥類の骨が発見された。この洞窟はカバの骨の見つかった北限の場所である。
ウィリアム・バックランドはこれらの骨を研究し、1823年に著書 Reliquiae Diluvianae（副題：Observations on the organic remains contained in caves, fissures, and diluvial gravel, and on other geological phenomena, attesting the action of an universal deluge）を出版し、これらの骨がノアの洪水でこの洞窟近くに運ばれ、洞窟に住むハイエナが洞窟へ運んだと結論した。
これらの標本はヨークシャー博物館の考古学展示の最初の収集品となり、この発見がもたらした科学的な興味がヨークシャー自然科学協会の設立を導いたといわれている。
カークデール洞窟は学術研究重要地域 (Site of Special Scientific Interest) に指定され、地質学的保全地域に指定されている。